# Saints patrons des villes de Tunisie
Cette page vise à lister les saints patrons des villes de Tunisie.
La population de chaque ville tunisienne conserve dans sa mémoire collective le culte de plusieurs personnalités saintes qui sont glorifiées après leur décès ou, pour certains, de leur vivant, surtout si elles sont liées à une confrérie soufie.
Parmi les saints de chaque ville, il y en a un qui a une position dominante et qui est assimilé à un saint patron pour cette ville et ses habitants, avec un certain nombre de légendes qui lui sont associées.

## Liste
- Agareb : Sidi Agareb
- Béja : Sidi Bouteffaha
- Ben Arous : Sidi Ben Arous
- Beni Hassen : Sidi Salem
- Bou Hajla : Sidi Amor Bou Hajla
- Gabès : Sidi Boulbaba
- Hammam Sousse : Sidi Kantaoui
- Hergla : Sidi Saïd
- Jemmal : Lalla Omezzine
- Kairouan : Sidi Sahbi
- Kerkennah : Sidi Ali Khanfir, Sidi Founkhal
- Ksibet el-Médiouni : Sidi Abdallah el-Médiouni
- La Manouba : Lalla Manoubia
- La Marsa : Sidi Abdelaziz
- M'saken : Sidi Chatti
- Monastir : Sidi Mezri
- Nabeul : Sidi Fehri
- Sayada : Sidi Ammar
- Sfax : Sidi Mansour
- Sidi Ameur : Sidi Ameur
- Sidi Bouali : Sidi Bouali
- Sidi Bou Saïd : Sidi Bou Saïd
- Sousse : Sidi Bouraoui
- Tunis : Sidi Mahrez
- Zaghouan : Sidi Ali Azzouz